# سالمون آرم (كولومبيا البريطانية)
سالمون آرم (بالإنجليزية: Salmon Arm)‏ هي مدينة كندية تقع في مقاطعة كولومبيا البريطانية. تبلغ مساحة هذه المدينة 155.3637 (كم²)، ويبلغ عدد سكانها 16012 نسمة حسب إحصاء سنة 2006 م، بينما كان يسكنها 15210 نسمة في سنة 2001 م. تحتل هذه المدينة المرتبة رقم 238 بين مدن كندا حسب عدد السكان والمرتبة رقم 38 في المقاطعة. نما عدد السكان في هذه المدينة بنسبة (5.3) بين العامين المذكورين.

## أعلام
- إي. في. غوردون
- ريبيكا هوارد
- برايان دراموند
- كورتيس لازار
- سكوت جاكسون

## وصلات خارجية
- الأطلس الحكومي لكندا
- إحصاءات كندا مع ساعة تعداد السكان